# Wegkreuz (Teuschnitz, Torberg)

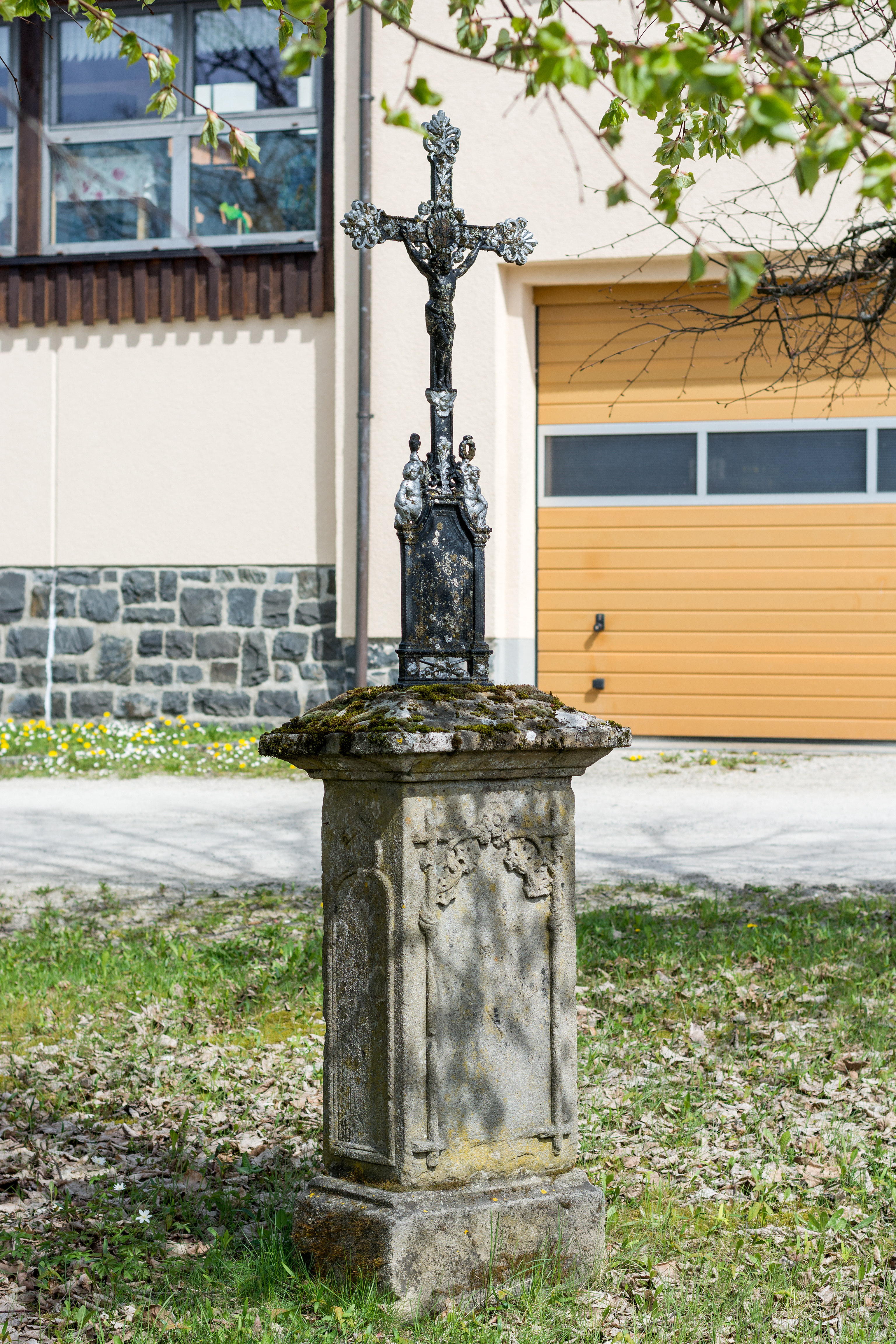
Wegkreuz am Torberg

Das Wegkreuz am Torberg ist ein im 19. Jahrhundert errichtetes Kleindenkmal in der oberfränkischen Stadt Teuschnitz, das als Baudenkmal in die Bayerische Denkmalliste eingetragen ist.

## Beschreibung
Das Wegkreuz steht am Fuße des Torbergs in einer kleinen Grünanlage am südlichen Ortsausgang von Teuschnitz. Der rechteckige Sandsteinsockel besitzt an der Stirnseite eine reliefierte Bildnische, an den Schmalseiten befinden sich tieferliegende Felder mit kielbogigem Abschluss und an der Rückseite eine gerahmte, rechteckige Nische. Der Sockel endet mit einer stark überkragenden, walmdachartig schließenden Platte, die ein Gusseisenkreuz mit breiter Schriftnische trägt.

## Geschichte
Am 2. August 1826 besuchten der Teuschnitzer Pfarrer Georg Greim und sein Gutsverwalter Michael Rehm eine Bauernversammlung in Wickendorf, um die Bauern an ihre Pflichten zur Abgabe des Zehnten an Pfarrer Greim zu erinnern. Als sie gegen 22 Uhr auf dem Rückweg nach Teuschnitz waren, wurden die beiden Männer am späteren Standort des Wegkreuzes, der ursprünglich außerhalb der damals noch von einer Stadtmauer umschlossenen Stadt lag, von einem Unbekannten angegriffen und mit einem Knüppel niedergeschlagen. Der Gutsverwalter starb kurz darauf an den erlittenen Verletzungen. Für die Tat wurde auf Grundlage von Indizien ein Wickendorfer Bauer verurteilt, der sich auf der Versammlung vehement geweigert hatte, den Zehnten an den Pfarrer zu entrichten.
Zwei Jahre später erteilte Pfarrer Greim einem bei der Arbeit tödlich verwundeten Knecht der südöstlich von Teuschnitz gelegenen Finkenmühle die Krankensalbung. Dabei beichtete der Mann, dass er der Angreifer gewesen sei, der den Gutsverwalter erschlagen habe. Grund sei eine Verwechslung gewesen: Der Knecht war in ein Mädchen aus Wickendorf verliebt und glaubte, die beiden nächtlichen Heimkehrer seien Konkurrenten um die Gunst der Angebeteten, weshalb er ihnen eine Lektion erteilen wollte. Der unschuldig inhaftierte Bauer wurde daraufhin freigelassen und rehabilitiert.